# 詹姆斯·塔尼斯
詹姆斯·塔尼斯（英語：James Tanis，1965年？—）是一位巴布亚新几内亚政治人物，前任布干维尔自治区主席。

## 生平
塔尼斯出生于布干维尔岛。1990年代，塔尼斯参加布干维尔革命军，并成为革命军领导人之一，争取独立。2008年，布干维尔自治区主席约瑟夫·卡布伊去世后，塔尼斯参加补选并成功当选自治区主席。2009年1月6日，塔尼斯正式就职。2010年6月，塔尼斯争取连任失败，任满离职。